# Amfiteatr Statyliusza Taurusa

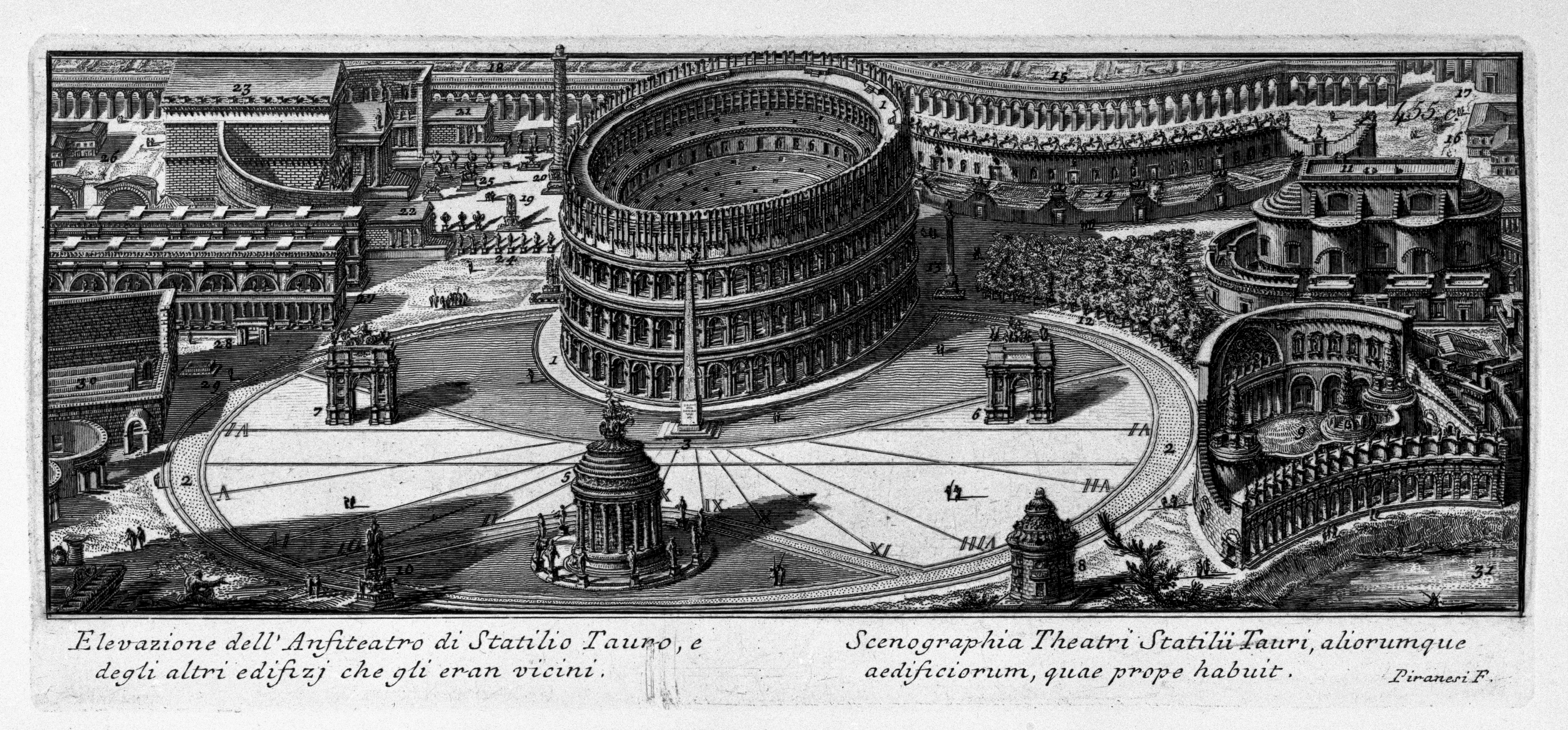
Artystyczne wyobrażenie amfiteatru według Piranesiego

Amfiteatr Statyliusza Taurusa – pierwszy kamienny amfiteatr wzniesiony w Rzymie, stojący w starożytności na Polu Marsowym. Nie zachował się do czasów współczesnych.
Amfiteatr został ufundowany przez Statyliusza Taurusa, jednego z dowódców Oktawiana, z łupów zdobytych podczas kampanii w Afryce. Jego uroczyste otwarcie miało miejsce w 29 roku p.n.e. Ponieważ nie zachowały się żadne pozostałości po amfiteatrze, nie wiadomo, gdzie się dokładnie znajdował. Z ogólnikowych informacji ze źródeł antycznych wynika, że stał w sąsiedztwie teatrów Pompejusza, Marcellusa i Balbusa, po zachodniej stronie Cyrku Flaminiusza. Przypuszczalne miejsce jego lokalizacji znajdowało się na wschód od dzisiejszej via Lata, przy południowym krańcu piazza Santi Apostoli.
Budowla spłonęła doszczętnie podczas pożaru Rzymu za panowania Nerona w 64 roku n.e. i nie została odbudowana.